# Grounded theory
La Grounded Theory (GT) è un metodo di ricerca che nasce nell'ambito della ricerca sociologica ispirata al cosiddetto paradigma interpretativo, allo scopo di interpretare i processi sottesi da un determinato fenomeno;
si colloca nell'ambito dei metodi di ricerca qualitativa.

## Le origini
Gli assunti della GT si basano sulla metodologia qualitativa e sull'interazionismo simbolico; i suoi due teorizzatori, Barney Glaser e Anselm Strauss, con questa teoria tentarono di arginare la crisi della ricerca qualitativa nelle scienze sociali degli anni Sessanta, in un momento in cui la linea quantitativa stava prendendo sempre più piede. Gli ideatori ne esplicitarono tutte le caratteristiche fondamentali nel testo The Discovery of Grounded Theory (1967).

## I principi
Secondo la Grounded Theory, osservazione ed elaborazione teorica procedono di pari passo, in un'interazione continua. Il ricercatore scopre la teoria nel corso della ricerca empirica, e preferibilmente dovrebbe ignorare la preesistente letteratura sull'argomento, per non esserne condizionato. L'accento in questa tecnica viene quindi posto sui dati (si dice che "«lascia parlare i dati»), piuttosto che sulle teorie, le quali derivano direttamente dall'analisi dei dati, che sono locali e contestuali. L'approccio dovrebbe quindi essere il più possibile libero da prestrutturazioni teoriche.
Sintetizzando, la GT:
- fornisce una strategia di raccolta, gestione, organizzazione ed analisi qualitativa dei dati;
- si fonda su basi epistemologiche (Interazionismo simbolico, Scuola di Chicago e Fenomenologia Interpretativa);
- la circolarità è una sua caratteristica: non v'è interruzione tra raccolta e analisi dei dati, con una continua riflessione sul processo di ricerca;
- la ricerca parte di solito da un assunto generale; a man a mano che si procede nella ricerca, l'assunto prende forma e dai dati si deduce la teoria che sottende contestualmente alla specifica ricerca. Tale tecnica si chiama concettualizzazione (l'approccio è sottosopra, bottom-up: dai dati alla teoria).

La Grounded Theory tende alla riduzione dei dati in categorie mutuamente esclusive ed esaurienti. 
L'analisi viene svolta su «unità d'analisi» del testo studiato (o conversazione, intervista, registrazione, ecc.), che possono essere di diverse dimensioni e struttura (riga, paragrafo, parola, ecc).
La teoria prevede due procedure analitiche: il «metodo dei confronti» e il «campionamento teorico».
La Grounded Theory usa tre fasi di codifica per l'analisi:
- codifica aperta, dove si delinea un iniziale sistema di categorie aperto con la massima flessibilità. Lo scopo è la frammentazione dei dati, per ricavarne le proprietà. Da questa prima fase nasce una tassonomia di concetti e categorie. Il campionamento in questa fase è aperto (open sampling);
- codifica assiale, più specifica: crea relazioni tra categorie secondo il modello paradigmatico (a. condizioni causali; b. fenomeno; c. contesto; d. condizioni intervenienti; e. strategie d'azione o d'interazione; f. conseguenze). Questa fase chiarisce le relazioni tra fenomeni, concetti e categorie; ad es., i concetti d'una categoria possono essere fenomeni per un'altra, o condizioni intervenienti per un'altra ancora. Le relazioni sono verificate ripetutamente grazie al processo iterativo previsto da questo metodo, con un continuo spostamento tra il pensiero induttivo e quello deduttivo. Il campionamento è sistematico e finalizzato (relational sampling);
- codifica selettiva, per individuare le categorie più generiche, astratte e predominanti (superordinate). È un livello superiore di astrattezza, che avvicina alla creazione delle teorie della ricerca.

Prevede inoltre la costante annotazione di memo, o note del ricercatore, ai seguenti scopi:
- per fare ordine durante l'analisi;
- per aiutare la teorizzazione;
- per documentare le fasi intermedie della ricerca, ai fini della stesura del rapporto dettagliato di ricerca;
- ai fini della validità.

A differenza dell'impostazione tradizionale, la GT prevederebbe l'esame analitico della letteratura scientifica sul tema di cui ci si sta occupando solo a posteriori; inoltre, il suo scopo non è sempre e solo lo sviluppo di una teoria comprensiva ed esplicativa, ma potrebbe essere semplicemente uno sviluppo descrittivo e tassonomico. 
La sua validità metodologica deriverebbe da:
- secondo Strauss: FIT (adattamento al fenomeno studiato), comprensibilità, generalità, definizione del campo di applicabilità;
- secondo Henwood: FIT; integrazione della teoria a diversi livelli di astrazione con i memo; riflessione sull'influenza del ricercatore; documentabilità; campionamento teoricamente orientato; punto di vista dei partecipanti; persuasività.

## Critiche e pareri
Secondo alcuni autori c'è il rischio che il ricercatore non riesca a districarsi nel magma dei numerosi stimoli ricevuti, a causa dell'assenza di punti di riferimento; in particolare, ciò determinerebbe:
- incapacità di andare oltre il livello descrittivo;
- incapacità d'ottimale esplorazione dei dati.

Al contrario, altri ricercatori individuano i seguenti vantaggi:
- capacità di adattamento a diverse posizioni epistemologiche;
- flessibilità;
- le tecniche possono essere estrapolate e trasportate in altri approcci;
- è utile per scoprire aspetti significativi della teoria, che resterebbero altrimenti inaccessibili.